# 新月交叉路
新月交叉路是位于京仁高速公路的一个公路交汇处，属于首尔阳川区。

## 连接道路
- 国会大路

## 邻近公路设施
京仁高速公路
富川交叉路 - 新月交叉路